# Lycaeides abruzzorum
Lycaeides abruzzorum är en fjärilsart som beskrevs av Franz Dannehl 1933. Lycaeides abruzzorum ingår i släktet Lycaeides och familjen juvelvingar. Inga underarter finns listade i Catalogue of Life.